# Insomniac (Green Day)
| Recensione | Giudizio |
| ---------- | -------- |
| AllMusic   |          |

Insomniac è il quarto album in studio del gruppo musicale statunitense Green Day, pubblicato il 10 ottobre 1995 dalla Reprise Records.

## Descrizione
Il titolo dell'album è dovuto alle notti passate insonni dal frontman Billie Joe Armstrong dopo la nascita del primo figlio. Insomniac non ha avuto lo stesso successo del precedente album, forse a causa di un suono maggiormente duro e tendenzialmente più cupo. La figura presente in copertina è un'opera di Winston Smith (artista noto anche per aver creato alcune cover art per i Dead Kennedys) commissionata direttamente dal gruppo ed è chiamata God Told Me To Skin You Alive.
È il terzo best seller dei Green Day, dopo American Idiot e Dookie, con circa 8 milioni di copie vendute e 2.076.000 soltanto negli USA.

## Tracce
Testi di Billie Joe Armstrong (eccetto dove è indicato), musiche di Green Day.
1. Armatage Shanks – 2:17
2. Brat – 1:43
3. Stuck with Me – 2:16
4. Geek Stink Breath – 2:16
5. No Pride – 2:20
6. Bab's Uvula Who? – 2:07
7. 86 – 2:48
8. Panic Song – 3:35 (testo: Mike Dirnt, Billie Joe Armstrong)
9. Stuart and the Ave – 2:04
10. Brain Stew – 3:13
11. Jaded – 1:31
12. Westbound Sign – 2:13
13. Tight Wad Hill – 2:00
14. Walking Contradiction – 2:30

## Formazione
Gruppo
- Billie Joe Armstrong – voce, chitarra
- Mike Dirnt – basso, cori
- Tré Cool – batteria

Produzione
- Rob Cavallo – produzione
- Green Day – produzione
- Kevin Army – ingegneria del suono
- Jerry Finn – missaggio
- Richard Huredia – assistenza tecnica
- Bernd Burgdorf – assistenza tecnica

## Classifiche
| Classifica (1995-2021) | Posizione massima |
| ---------------------- | ----------------- |
| Australia              | 5                 |
| Austria                | 2                 |
| Belgio (Fiandre)       | 17                |
| Belgio (Vallonia)      | 12                |
| Canada                 | 4                 |
| Finlandia              | 1                 |
| Germania               | 12                |
| Grecia                 | 70                |
| Italia                 | 13                |
| Norvegia               | 27                |
| Nuova Zelanda          | 5                 |
| Paesi Bassi            | 22                |
| Regno Unito            | 8                 |
| Stati Uniti            | 2                 |
| Svezia                 | 5                 |
| Svizzera               | 8                 |
| Ungheria               | 6                 |